# Aleksandar Živković
Aleksandar Živković, född 28 juli 1977, är en serbisk tidigare fotbollsspelare.
Aleksandar Živković spelade två landskamper för det jugoslaviska landslaget. Han deltog bland annat i OS 2008.